# 東大娘
東京大学東大娘。（とうきょうだいがくとうだいむすめ）は、東京大学の学部女子学生を構成員とするアイドルコピーダンスサークル。

## 概要
東京大学東大娘。は、東京大学の学部女子学生によるダンスサークルであり、東京大学の学園祭においてアイドル系コピーダンスステージを実施する。名称は活動する年の年号を加える。

## 沿革
2014年9月に東京大学の女子学生有志により結成、同年11月に東大の学園祭である駒場祭で初公演。2015年以降は毎年、東大の学園祭である五月祭（毎年5月に東京大学本郷キャンパスで実施）と駒場祭（毎年11月に東京大学駒場キャンパスで実施）での公演を主な活動内容とする。学外自主公演の実績がある。
東大娘。結成以前より、東京大学女子力向上委員会（東大よりUNIDOL実行委員会に参画する女子学生が中心。-2017)、東大ハロプロ同好会（インカレ女子学生団体。2014-2015）、東京大学ハロプロ研究会（東大男女学生を中心とする。2013-現在）などのアイドルコピーダンスサークルが存在したが、そのうちメンバーを東大女子学生に限定するものとしてはKMB48（東京大学教養学部前期課程に在籍する女子学生による。2011-2014)以来の結成となった。そのため、東大娘。結成時はこれら団体の運営を参考に一部のメンバーは兼部しながらも、他団体の枠にとらわれずに東大女子学生有志の個人的繋がりをもとに新たに組織化された。
その後は現在に至るまで、東京大学教養学部オリエンテーション委員会を通じ毎年春期に新入生勧誘活動を行っている。
学内の女子比率が低く、かつ東大女子学生の参加を認めない東京大学のサークル活動やインターカレッジサークルが多く存在するため大学当局がその是正を勧告する事態となった東京大学において、それとは真逆に、東大女子学生のみにより構成され、他大の学生や東大男子学生の参加を認めないサークルとして特筆的な存在。
東大安田講堂事件により荒廃した当時の安田講堂と対比される、現代の東京大学本郷キャンパスの光景の一面を形作る団体の1つでもある。

## 構成員
東大娘。の構成員は東京大学の各学部に在籍する女子学生に限定され、東京大学大学院生や、他大学学生を含めないため、メンバーになるには女性で、東京大学に入学する必要がある。過去に例外的に、他大学学生を選抜し研究生とする東京大学組織（東京大学大学院情報学環）に就学し他大学と兼学在籍する女子学生を含んだことがある。
東京大学の学生のうち東京都出身者が占める割合は2023年では33.5%と過去最低になっているが、東大娘。構成員も東京都所在の者の割合は30％以下と、大学のアイドルコピーダンスサークルのうち構成員出身地が最も全国的なユニットとなっている。
東京大学の各ジャンルのダンスサークルの多くは他大学の学生が参加可能であるのに対し、東大娘。は唯一、東京大学の学生のみで構成されている。。
また、海外の大学に留学する学生も多く、その場合は学園祭時期に不在となるため、各公演により出場メンバーのばらつきが大きい。原則として学部4年生秋の駒場祭でメンバーを卒業する。

### 運営
東大娘。は学生による自主運営サークルであり、年度ごとにサークル内でリーダー、各係、曲責などを定め公演を構成する。2020年および2021年は新型コロナ感染症による行動制限のため五月祭および駒場祭がオンライン開催となったが、その期間も新入学生からメンバーを募り、外部のライブハウスまたはスタジオでの公演収録をオンライン公開する形で、各学園祭委員会の方針に準じて活動を継続した。2022年の五月祭および駒場祭では入構人数制限付きの学内公演が可能となり一部マスク着用および声だしNGでのキャンパス内ステージ公演を再開し、2023年五月祭および駒場祭より入構制限が撤廃され通常の学園祭ステージ公演に戻った

### 派生組織
東大娘。のメンバーの一部により派生的に独立して組織化されたアイドルコピーダンスサークルのうち、メンバー全員が東京大学女子学生のものとしては以下があり、いずれの団体もUNIDOL（ユニドル）に参加した実績がある。
- 東大Honeypot(とうだいはにーぽっと)
- 東大HoneypotZ(とうだいはにーぽっとぜっと)
- 東大CHOCO=CROW(とうだいちょこくろ)
- 東大Love me Today(とうだいらぶみーとぅでい）
旧7帝大のすべての大学からユニドルにチームが出場しているが、東京大学は出場チーム数では最大となっている。
類似サークルとして坂道シリーズのコピーダンスユニットであった乃木坂ラボも存在していた。

### 他組織との関わり（学園祭公演以外）
- 2016年11月、麗澤大学の学園祭である麗陵祭において公演。
- 2017年4月の東京大学の新入生歓迎イベントにおいて、東京大学女子学生を中心としたインターカレッジのK-POPアイドルコピーダンスサークルである東大STEP[42]と共演[43]。
- 2018年11月の駒場祭委員会企画である駒場祭中夜祭において、東京大学の各サークルと共演[44]。
- 2019年5月の五月祭常任委員会企画であるフィナーレにおいて、東京大学ジャズダンスサークルFreeDおよび東京大学ジャグリングサークルマラバリスタと演劇仕立てのストーリーに沿って共演[45]。
- 2019年9月に早稲田大学の学生により催されたイベントである万色祭において、早稲田大学女子学生を中心としたインターカレッジのアイドルコピーダンスサークルである、ももキュン☆と共演[46]。
- 2019年11月、アイドルユニットであるハロー!プロジェクトから選抜されたハロプロメンバーが東大娘。のダンス技能を指導する企画[47]が実施され、その様子がダンスバラエティ番組「ハロプロダンス学園2」の一部としてスカパー!プレミアムサービスCh.665ダンスチャンネルなどの媒体で放映。指導したハロプロメンバーは2019年の駒場祭における東大娘。のステージに登壇[48]。
- 2019年11月の駒場祭委員会企画であるフィナーレにて、東京大学女子学生を含むインターカレッジのアイドルコピーダンスサークルである乃木坂ラボと共演[49]。
- 2021年11月の駒場祭委員会企画であるフィナーレにて、東京大学の各サークルと共演。その前日公開された東大娘。'21駒場祭公演で卒業生より提供されたメンバーカラーリボンを着用して出演（新型コロナウイルス感染症のため、東京大学駒場キャンパス・アリーナよりオンラインで中継）[50]。
- 2022年3月に上野恩賜公園野外ステージで開催された東京大学の各アイドルコピーダンスサークルによる合同ステージであるUTIF(UTOKYO ICOPY FESTIVAL 2022)にて、東大ヲタク、東京大学ハロプロ研究会、乃木坂ラボ、東大Love me Todayと共演[51][52]。
- 2022年11月の駒場祭委員会企画でありグランドフェスティバルステージで実施されたフィナーレ・表彰式において、ヲタ芸団体である東の大打ち師達と共演[53][54]。
- 2023年5月の五月祭常任委員会企画でありセントラルステージで実施されたフィナーレにおいて、プロミュージシャン「唱頂の大員」、東京大学アカペラサークルLavoce、ヲタ芸団体である東の大打ち師達、東京大学ジャズダンスサークルFreeDと共演[55]。
- 2023年11月の駒場祭委員会企画でありグランドフェスティバルステージで実施されたFinale!において、東京大学ジャズダンスサークルFreeDおよび東京大学K-POPアイドルコピーダンスサークルである東大STEPと共演[56]。

## 東大娘。出身の人物
- 中澤莉佳子（I'mew（あいみゅう））[57]
- 雲丹うに（Mirror,Mirror）[58]
- 真城奈央子（元朝ぼらけの紅色は未だ君のうちに壊れずにいる、XOXO EXTREME）[59]
- 篠原梨菜（TBSアナウンサー）[60]
- 揚原妃織（福井放送アナウンサー）[61]